# Piratininga
Piratininga este un oraș în São Paulo (SP), Brazilia.